# Nestor (kronikarz)

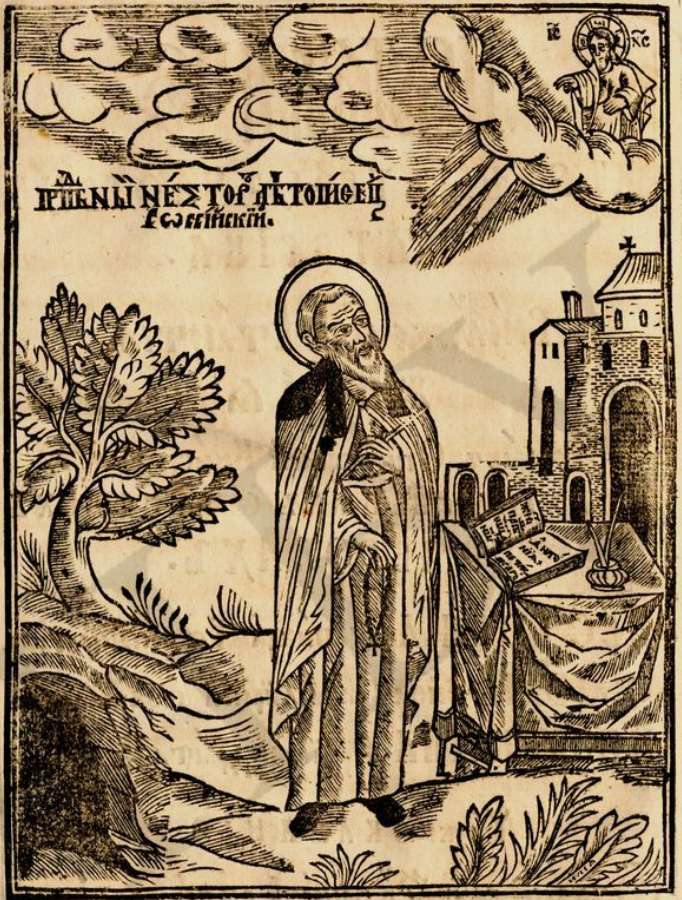
Św. Nestor Kronikarz, 1661 r.

Nestor także Nestor Kronikarz, Nestor z Kijowa (ros. i ukr. Нестор, ur. ok. 1050, zm. ok. 1114) – kronikarz, mnich pieczerskiego monasteru.
Redaktor jednego z najstarszych ruskich latopisów – Powieść minionych lat (Повѣсть времяньныхъ лѣтъ), powstałego ok. 1113 r., w którym Nestor opisał historię Rusi od IX do XII wieku. Powieść zawiera opisy różnych wydarzeń, m.in. przybycia Ruryka na ziemie ruskie, początków Rusi Nowogrodzkiej i rodu Rurykowiczów oraz powstania Wielkiego Księstwa Kijowskiego. Jego latopis zawiera także wiele wiadomości o początkach innych państw, m.in. Polski.
Narodziny Rusi według Latopisu Nestora

Legenda o Ruryku: lata 6370 [czyli rok 862 – Ruś wzorem Bizancjum liczyła lata od początku świata] wygnali Waregów za morze i nie dali im dani; i sami poczęli się rządzić i nie było u nich sprawiedliwości; i powstał ród przeciw rodowi, były zwady i poczęli wojować sami ze sobą. Powiedzieli sobie: Poszukamy księcia, by nami władał według porządku i prawa. Szli za morze ku Waregom ku Rusi, bowiem tak się zwali ci Waregowie Rusią jako się drudzy zowią Szwedami, inni Normanami, Anglami a inni Gotami; takoż i ci się zwali. Rzekli Rusi Czudowie, Słowianie, Krywicze i Wesowie: Ziemia nasza wielka jest i obfita, a ładu w niej nie ma; pójdźcie, więc rządzić i władać nami.
I wybrali się trzej bracia z rodami swoimi, wzięli z sobą wszystką Ruś i przyszli do Słowian najprzód i obwarowali gród Ładogę i siadł Ruryk najstarszy w Ładodze, a drugi Sineus w Białym Jeziorze, a trzeci Truwor w Izborsku. Od tych Waregów Nowogrodzianie nazwani zostali Rusią; i są dziś ludzie nowogrodzcy rodu waregskiego, a pierwej byli Słowianami. Po dwóch zaś latach umarł Sineus i brat jego Truwor. I objął Ruryk sam wszystką ziemię i przyszedłszy nad Ilmeń obwarował gród nad Wołchowem i nazwał go Nowogród. I osiadł w nim jako książę i rozdawał dostojnikom swoim włości i grody. A w tych grodach Waregi są przybysze, zaś pierwsi osadnicy są w Nowogrodzie Słowianie.

Informacje o pochodzeniu Polaków według Latopisu Nestora
Nestor podaje ciekawy opis pochodzenia narodów słowiańskich. Plemiona polskie jego zdaniem pochodzą znad Dunaju, być może z Państwa Samona, a protoplastami plemion Polskich są Biali Chorwaci, Biali Serbowie i Karantanie:

Po mnogich zaś latach siedli byli Słowianie nad Dunajem, gdzie teraz ziemia węgierska i bułgarska. I od tych Słowian rozeszli się po ziemi i przezwali się imionami swoimi, gdzie siedli na którym miejscu. [...] A oto jeszcze ciż Słowianie: Biali Chorwaci i Serbowie, i Karantanie. Gdy bowiem Włosi [najprawdopodobniej chodzi o Franków] naszli na Słowian naddunajskich i osiadłszy pośród nich ciemiężyli ich, to Słowianie ci przyszedłszy siedli nad Wisłą i przezwali się Lachami, a od tych Lachów przezwali się jedni Polanami, drudzy Lachowie Lutyczanami, inni — Mazowszanami, inni — Pomorzanami.

Przy czym osobno wymienia on Morawian, Czechów, oraz plemiona wschodniosłowiańskie nad Dnieprem: Polanie, Radymicze i Wiatycze.
Nestor był również autorem innych, mniej znanych dzieł literackich. Inspirował się m.in. twórczością czeskiego kronikarza Kosmasa z Pragi. Jego kronika została po raz pierwszy wydana drukiem w 1767 roku.
Pochowany jest w Ławrze Pieczerskiej w Kijowie.